# Letteratura occitanica
La letteratura occitanica — talvolta ancora chiamata letteratura provenzale — si sviluppò nel sud della Francia con una produzione di liriche prevalentemente amorose in lingua d'oc e si svolse parallelamente alla produzione letteraria in lingua d'oïl che diede l'avvio alla letteratura francese.
Essa nacque nelle ricche e raffinate corti feudali, in un ambiente di costumi detti per questo cortesi e canta soprattutto l'amore secondo quel modello che verrà teorizzato nel trattato De amore, scritto in prosa latina da Andrea Cappellano nella corte di Champagne verso il 1184.
Nella lirica provenzale la donna amata viene rappresentata dai trovatori come castellana o signora (domina), l'amante come vassallo fedele, l'amore come servizio (omaggio e devozione assoluta). Si tratta quindi di un amore-vassallaggio, frutto evidente della mentalità feudale.
L'amore cortese si basa sull'idea che amore e desiderio siano una cosa sola, e si realizza quindi nel mantenimento di una costante mezura, misura, distanza, tra desiderio di essere appagati e paura di suggellare in tal modo la scomparsa dello stesso: così si spiega quel sentimento complesso proprio dell'amore, fatto di sofferenza e piacere, di angoscia ed esaltazione.

Per questa ragione, anche, esso non può realizzarsi dentro il matrimonio, e l'amore cortese è quindi adultero per definizione. Esso è desiderio fisico, ma soprattutto motivo di elevazione spirituale nell'uomo: serve a nobilitarne l'animo e non può esistere in un animo volgare, ma solo in un animo cortese, dando modo così all'amante vassallo (pertanto senza feudo) di raggiungere i propri signori, se non ad una parità nobiliare almeno spirituale.
La lirica occitanica pertanto non rappresenta l'amore come una reale passione ma attraverso formule di alta astrazione.

## Il Medioevo

### Introduzione
La letteratura occitanica inizia nell'XI e XII secolo in diversi centri, espandendosi gradualmente in buona parte della Francia meridionale e poi in Catalogna, Galizia, Castiglia, Portogallo e in ciò che adesso è L'Italia settentrionale. Al tempo del suo massimo sviluppo (XII secolo) l'arte di comporre in lingua volgare non esisteva, o almeno stava appena iniziando il suo cammino, a sud delle Alpi e dei Pirenei. Nel nord, nella regione dove si parlava il francese, la poesia in volgare era in piena fioritura; ma tra i distretti in cui si era sviluppata, Champagne, Île-de-France, Piccardia e Normandia e la regione in cui la letteratura occitana era sorta, sembra esserci stata una zona intermedia formata da Borgogna, Bourbonnais, Berry, Touraine e Anjou che, durante il medioevo, sembra essere rimasta quasi priva di letteratura volgare.
Al suo sorgere la letteratura occitana aveva completamente una sua fisionomia e nel suo sviluppo a lungo continuerà ad essere altamente originale, presentando in diversi punti analogie autentiche con la letteratura francese; queste analogie sono dovute principalmente ad alcuni elementi originari comuni a entrambe, più che a una mutua contaminazione.
È necessario chiedersi, tuttavia, quanta originalità possa esprimere ogni letteratura romanza nel medioevo, foss'anche la più originale. In tutte le regioni romanze iniziano proprio allora a comparire  composizioni in volgare, mentre il costume di scrivere in latino ancora si conserva, attraverso una tradizione ininterrotta. Anche durante i periodi più barbarici, quando la vita intellettuale era ai suoi minimi livelli, il latino restava comunque la lingua in cui erano composti i sermoni, le vite di santi più o meno apocrife, i racconti di miracoli destinati ad attrarre pellegrini ad alcuni santuari, gli annali monastici, i documenti legali e i contratti di tutti i tipi. Quando l'erudizione inizia a rivivere, come nel caso della Francia settentrionale e centrale sotto l'influenza di Carlomagno e successivamente nell'XI secolo, la letteratura latina riceverà naturalmente un sostegno maggiore nella scrittura.

### Origini
La poesia occitana appare per la prima volta nell'XI secolo. Il testo più antico che ci è rimasto è il bordone (ing. "burden", fr. "refrain", it. "ritornello") provenzale allegato a una poesia latina del X secolo. Il testo non è ancora stato interpretato in modo soddisfacente. La qualità dei documenti residuali più antichi fa pensare alla perdita dell'opera originaria.
La poesia più antica è del X secolo, Tomida femina, una formula per un incantesimo, di diciassette versi, probabilmente con lo scopo di attenuare il dolore del parto. Molto più lungo è un frammento dell'XI secolo di duecentocinquantasette (257) versi decasillabi conservati in un manoscritto di Orléans, per la prima volta stampato da Raynouard. Si crede provenga dal Limosino o Marche, la parte settentrionale della regione occitana. Lo sconosciuto chierico, autore e del poema didattico, prende come punto di riferimento il trattato De consolatione philosophiae di Boezio. La Cançó de Santa Fe risale al 1054–1076, ma probabilmente rappresenta un dialetto catalano che si evolve in una lingua distinta dall'occitano. Dello stesso secolo è il Las, qu'i non sun sparvir, astur, un componimento poetico che tratta dell'amor profano.
Del secolo successivo sono i componimenti di Guglielmo (Guilhem) IX, il nonno di Eleonora d'Aquitania, costituiti di undici diversi "brani" strofici, destinati ad essere cantati, molti dei quali sono canzoni d'amore. La sola che può essere approssimativamente datata venne composta intorno al 1119, quando Guglielmo era in Spagna a combattere i saraceni. In essa viene espresso il rimpianto dello scrittore per la frivolezza della sua vita passata e le sue apprensioni dicendo addio alla sua patria e al suo giovane figlio. Sappiamo anche da Orderico Vitale che Guglielmo compose varie poesie sugli eventi sfortunati della Crociata del 1101, mentre in uno dei suoi componimenti fa un'allusione al partimen.
Le origini di questa poesia sono incerte, non avendo relazioni né con la poesia latina, né con il folclore. Le composizioni in volgare sembrano essere state dapprincipio (e durante l'XI secolo) prodotte a scopo di divertimento (o nel caso della poesia religiosa, per la formazione) di quella parte della società laica che viveva nell'agiatezza e possedeva terre, e che reputava il passatempo intellettuale una delle cose buone della vita.
Nel XII e XIII secolo, le opere storiche e i trattati popolari in merito alla scienza contemporanea venivano composti in volgare.
La poesia occitana può aver avuto origine tra i giullari, alcuni dei quali, lasciando la buffoneria ai membri rozzi e meno portati alla professione, si dedicarono alla composizione di brani pensati appositamente per essere cantati. Nel nord, i giullari produssero le chansons de geste intrisi di racconti di battaglie e combattimenti, mentre nelle corti nobiliari del sud diedero vita alle canzoni d'amore.

### Poesia dei trovatori
Sebbene non sia stato il creatore della poesia lirica occitanica, Guglielmo, conte di Poitiers, per averla personalmente coltivata, diede a essa una posizione privilegiata contribuendo, indirettamente, in modo molto efficace ad assicurare il suo sviluppo e la sua conservazione. Presto, dopo di lui, compaiono in vari luoghi centri di attività poetica, prima nel Limosino e Guascogna. Nella precedente provincia viveva Ebolus cantator (un cantore chiamato Ebolo), che durante la seconda parte della vita di Guglielmo di Poitiers sembra sia stato in qualche modo a lui correlato e, secondo uno storico contemporaneo, Geoffroy, priore di Vigeois, erat valde gratiosus in cantilenis ("dava un grande apporto di piacere con le sue canzoni"). Nessuna delle sue composizioni ci sono pervenute; ma sotto la sua influenza Bernart de Ventadour viene ad essere iniziato alla poesia, il quale, sebbene fosse soltanto il figlio di uno degli uomini di servizio del castello, riuscì ad ottenere l'amore della signora di Ventadour, e quando la loro relazione amorosa venne scoperta e fu costretto ad andarsene altrove, riceve comunque una cortese accoglienza da parte di Eleonora d'Aquitania, consorte (dal 1152) di Enrico II d'Inghilterra. Delle composizioni di Bernart possediamo circa cinquanta canzoni di un elegante semplicità, alcune delle quali potrebbero essere considerate come gli specimen più perfetti della poesia d'amore che la letteratura occitanica abbia mai prodotto. Bernart era dunque già rinomato prima della metà del XII secolo e la sua carriera poetica si estende abbondantemente oltre l'inizio del secolo successivo.
Nello stesso periodo, o probabilmente un po' prima, fioriva Cercamon, un poeta certamente inferiore a Bernart, a giudicare dai pochi brani che ci ha lasciato, ma nonostante tutto di un'importanza non trascurabile fra i trovatori, sia per il periodo più arcaico in cui fu attivo, sia perché le informazioni ben circoscritte che lo riguardano si sono conservate. Egli era un guascone e compose, dice il suo antico biografo, pastorali secondo il suo antico costume (pastorelas a la uzansa antiga). Ciò rappresenta un'attestazione della comparsa nella Francia meridionale di una forma poetica che acquisisce un largo sviluppo. Il periodo in cui Cercamon visse viene determinato da un componimento dove allude in modo molto evidente all'approssimarsi del matrimonio del re di Francia, Luigi VII, con Eleonora d'Aquitania (1137). Tra i primi trovatori si possono anche annoverare Marcabru, allievo di Cercamon, della cui opera ci sono pervenuti circa quaranta componimenti, approssimativamente databili dal 1135 al 1148 o giù di lì. Questo poeta ha una grande originalità di idee stile. Le sue canzoni, molte delle quali storiche, sono libere dai luoghi comuni del loro genere e contengono curiose critiche sulla corruzione del periodo.
Non possiamo qui fare altro che enumerare i trovatori principali e brevemente indicare in quali condizioni la loro poesia si venne a sviluppare e attraverso quali circostanze andò decadendo fino a scomparire del tutto: Peire d'Alvernha, che sotto certi aspetti deve essere classificato insieme a Marcabru; Arnaut Daniel, notevole per il suo complicato stile poetico (l'inventore della sestina) verso cui Dante e Petrarca espressero un'ammirazione incondizionata; Arnaut de Mareuil, benché meno famoso di Arnaut Daniel, certamente supera quest'ultimo nella semplicità elegante della forma e nella delicatezza sentimentale; Bertran de Born, oggi il più conosciuto fra tutti i trovatori, sapeva, a quanto si dice, destreggiarsi sia con la spada che con i suoi sirveniescs nel conflitto tra Enrico II d'Inghilterra e i suoi figli ribelli, benché la rilevanza della sua parte negli eventi del tempo sembra sia stata esagerata in modo piuttosto abnorme; Peire Vidal di Tolosa, un poeta di ispirazione variegata, arricchitosi con i doni concessigli dai più grandi nobili del tempo; Guiraut de Borneil, lo macsire dels trobadors, e in ogni caso maestro nell'arte del cosiddetto "stile chiuso" (trebar clus), sebbene ci abbia anche lasciato alcune canzoni di incantevole semplicità; Gaucelm Faidit, di cui abbiamo un toccante lamento (plaint) sulla morte di Riccardo Cuor di Leone; Folchetto di Marsiglia, il più potente pensatore tra i poeti del meridione, il quale da mercante diventa trovatore e successivamente abate, e infine vescovo di Tolosa (morto nel 1231).
I generi della poesia provenzale sono i seguenti: la canzone (destinata al canto da parte dell'autore o di un giullare); il serventese (di carattere celebrativo, politico, morale, satirico); il lamento o planh (morte dell'amata o separazione dalla donna amata, sconfitta militare o politica); l'enueg ("noia", "fastidio", in cui il poeta elenca cose o situazioni odiose); l'alba (un dialogo o convegno amoroso all'alba); la pastorella; il plazer. Esempi famosi di plazer si trovano nei poeti dello stilnovo e in Dante (in quest'ultimo, per esempio, nel sonetto delle Rime "Guido, i' vorrei che tu e Lapo ed io").
Interessante è sapere a quale classe sociale appartenevano i trovatori. Molti di loro, senza alcun dubbio, avevano un'origine molto umile. Il padre di Bernart di Ventadorn era un servitore, quello di Peire Vidal un fabbricante di "pellice", quello di Perdigon era un pescatore. Altri appartenevano alla borghesia, come Peire d'Alvernha, Peire Raimon di Tolosa ed Elias Fonsalada. Similmente vediamo figli di mercanti fare il mestiere di trovatore; questo è il caso di Folchetto di Marsiglia e Aimeric de Peguilhan. Moltissimi erano chierici, o almeno studiavano per la Chiesa, per esempio, Arnaut de Mareuil, Uc de Saint Circ, Aimeric de Belenoi, Uc Brunet, Peire Cardenal; alcuni avevano anche preso gli ordini sacri: il Monaco di Montaudon e Gaubert de Puicibot. L'autorità ecclesiastica non sempre tollerava questa "infrazione" della disciplina. Gui d'Ussel, canonico e trovatore, venne obbligato tramite ingiunzione del legato pontificio di smettere di comporre canzoni; Folchetto, allo stesso modo, vi rinunciò quando prese gli ordini. Un punto particolarmente sorprendente è il numero di monarchi e di nobili trovatori: Raimon de Miraval, Pons de Capdoill, Guilhem Ademar, Cadenet, Peirol, Raimbaut de Vaqueiras e molti altri. Alcuni di questo gruppo erano cavalieri poveri le cui entrate erano insufficienti a sostenere il loro rango, e si dedicarono perciò alla poesia non per il solo proprio diletto, ma soprattutto per cercare di ottenere doni dai ricchi signori che frequentavano le corti. Una posizione molto diversa era occupata da taluni personaggi ricchi e potenti come Guglielmo di Poitiers, Raimbaut d'Aurenga, il visconte di Saint Antonin, Guillem de Berguedà e Blacatz.
La professione di trovatore dipendeva interamente dall'esistenza e prosperità delle corti feudali. I trovatori potevano aspettarsi di ottenere facilmente un sostentamento più che altro dalla generosità del grande. Di conseguenza, è bene far menzione almeno dei prìncipi più importanti, noti per essere stati mecenati e alcuni di loro anche praticanti dell'arte poetica. Essi sono elencati approssimativamente in ordine geografico, dopodiché verranno inseriti i nomi di quei trovatori con cui essi erano in rapporti.

### Mecenatismo
Mentre i trovatori trovano protettori e mecenati in Catalogna, Castiglia e Italia, essi in genere non sono ben accolti nelle regioni di lingua francese. La poesia occitana viene apprezzata nel nord della Francia. C'è ragione di credere che quando Costanza, figlia di uno dei conti di Arles, andò in sposa nel 1001 a Roberto, re di Francia, lei portasse con sé i joglars provenzali. I componimenti poetici dei trovatori sono citati nei romanzi cavallereschi dell'inizio del XIII secolo, alcuni dei quali trascritti nelle antiche collezioni di canzoni francesi e il predicatore Robert de Sorbon ci informa in un curioso passo che un giorno un joglar cantava una poesia di Folchetto di Marsiglia alla corte del re di Francia. Poiché le regioni in lingua d'oil avevano sviluppato una propria letteratura, i trovatori di solito preferivano andare nelle regioni dove c'era meno competizione.
Il declino e la fine della poesia trobadorica è dovuta principalmente a cause politiche. Quando verso l'inizio del XIII secolo la guerra albigese portata dal re di Francia aveva decimato la nobiltà locale e devastato parte del territorio occitano, la professione del trovatore cessa di essere remunerativa. Fu allora che molti di questi poeti vennero a trascorrere l'ultima parte della loro vita nel nord della Spagna e dell'Italia, dove la poesia occitana fu per più di una generazione altamente apprezzata. Seguendo il loro esempio, altri poeti non erano originari della Francia meridionale iniziarono a comporre in occitano, e questa "moda" continua fino a che, quasi alla metà del XIII secolo, essi gradualmente abbandonarono la lingua straniera (l'occitano) nell'Italia settentrionale e un po' più tardi in Catalogna e presero a cantare le stesse arie nei dialetti locali. Quasi nello stesso periodo in area provenzale il fuoco della poesia era spento - salvo in pochi luoghi, come Narbona, Rodez, Foix e Astarac, dove la fiamma continuava fiocamente ad ardere, resistendo  più a lungo. Nel XIV secolo, la composizione nella lingua della regione era ancora praticata, ma le produzioni di questo periodo sono principalmente lavori volti all'istruzione e alla formazione, traduzioni dal latino o talvolta anche dal francese, con qualche romanzo occasionale, ma per quanto riguarda la poesia dei trovatori, essa era ormai morta per sempre.

#### Francia
- Enrico il Giovane, figlio di Enrico II d'Inghilterra: Bertran de Born (?)
- Riccardo Cuor di Leone: Arnaut Daniel, Peire Vidal, Folchetto di Marsiglia, Gaucelm Faidit
- Ermengarda di Narbona (1143–1192): Bernart de Ventadour, Peire Rogier, Peire d'Alvernha
- Raimondo V, conte di Tolosa (1143–1194): Bernart de Ventadour, Peire Rogier, Peire Raimon, Uc Brunet, Peire Vidal, Folchetto di Marsiglia, Bernart de Durfort
- Raimondo VI, conte di Tolosa (1194–1222): Raimon de Miraval, Aimeric de Peguilhan, Aimeric de Belenoi, Ademar le Negre, Savaric de Malleo
- Alfonso II, conte di Provenza (1185–1209): Elias de Barjols
- Raimondo Berengario IV, conte di Provenza (1209–1245): Sordello
- Raymond Geoffrey II di Marsiglia (morto nel 1192): Peire Vidal, Folchetto di Marsiglia
- Maria de Ventadorn (morta nel 1222), Gaucelm Faidit, Gui d'Ussel
- Guglielmo VIII di Montpellier (1172–1204): Peire Raimon, Arnaut de Mareuil, Folchetto di Marsiglia, Guiraut de Calanson, Aimeric de Sarlat
- Dalfi d'Alvernha (1169–1234): Peirol, Perdigon, Peire de Maensac, Gaucelm Faidit, Uc de Saint Circ
- Guillaume des Baux, principe di Orange (1182–1218): Raimbaut de Vaqueiras, Perdigon
- Savaric de Malleo (1200–1230): Jausbert de Puycibot, Uc de Saint Circ
- Blacatz, un nobile provenzale (1200–1236): Cadenet, Giovanni d'Aubusson, Sordello, Guillem Figueira
- Ugo II, conte di Rodez (1156–1208): Uc Brunet, Bernart de Venzac
- Enrico I, conte di Rodez (1208–1222 circa): Uc de Saint Circ
- Ugo IV (1222–1274) ed Enrico II (1274–1302), conti di Rodez: Guiraut Riquier, Folquet de Lunel, Cerverí de Girona, Bertran Carbonel
- Nuño Sánchez, conte di Rossiglione (morto nel 1241): Aimeric de Belenoi
- Bernardo IV di Astarac (1249–1291): Guiraut Riquier, Amanieu de Sescas

#### Aragona
- Alfonso II d'Aragona (1162–1196): Peire Rogier, Peire Raimon, Peire Vidal, Cadenet, Guiraut de Cabreira, Elias de Barjols, il Monaco di Montaudon, Uc Brunet
- Pietro II d'Aragona (1196–1213): Raimon de Miraval, Aimeric de Pegulhan, Perdigon, Ademar lo Negre, Uc of Saint Circq
- Giacomo I d'Aragona (1213–1276): Peire Cardinal, Bernart Sicart de Maruejols, Guiraut Riquier, At de Mons
- Pietro III d'Aragona (1276–1285): Paulet di Marsiglia, Guiraut Riquier, Serveri de Girone

#### Castiglia e Leon
- Alfonso IX di León (1138–1214): Elias Cairel, Peire Rogier, Guiraut de Borneil, Aimeric de Pegulhan, Hugh de Saint Circq
- Alfonso VIII di Castiglia (1158–1214): Uc de Lescura
- Alfonso X di Castiglia (1252–1284): Bertran de Lamanon, Bonifaci Calvo, Guiraut Riquier, Folquet de Lund, Arnaut Plages, Bertran Carbonel

#### Italia
- Bonifacio II del Monferrato (1192–1207): Peire Vidal, Raimbaut de Vacqueiras, Elias Cairel, Gaucelm Faidit (?)
- Federico II, imperatore del Sacro Romano Impero (1215–1250) : Jean d'Aubusson, Aimeric de Pegulhan, Guillem Figueira
- Azzo VI, marchese d'Este (1196–1212): Airneric de Pegulhan, Rambertino Buvalelli
- Azzo VII, marchese d'Este (1215–1264): Aimeric de Pegulhan

### Forma
Dapprincipio i componimenti poetici dei trovatori venivano scritti per essere cantati. Il poeta di solito componeva la musica e anche le parole e, in molti casi, otteneva fama più per la sua musica che per la sua bravura letteraria. Due manoscritti conservano specimens della musica dei trovatori, ma, sebbene il soggetto sia stato investigato, a stento siamo in grado di formarci una chiara opinione riguardo all'originalità e ai meriti di queste composizioni musicali. Quelle che seguono sono le principali forme poetiche che i trovatori impiegavano. Di solito il termine generico più antico è vers, con il quale si intende qualsiasi composizione (non importa con quale soggetto) destinata ad essere cantata. Alla fine del XII secolo, divenne consuetudine chiamare canso tutte le composizioni che trattavano dell'amore, riservando di solito il nome vers più ai poemi basati su ben altri temi. I sirventesc differiscono dal vers dalla canso soltanto per il soggetto, essendo in maggior parte dedicati ad argomenti morali e politici.
Peire Cardinal è rinomato per i suoi sirventesc composti contro il clero del tempo. I componimenti politici di Bertran de Born sono sirventesc. Vi è ragione di credere che originariamente questa parola stesse a significare semplicemente una poesia composta da un sirvent (latino serviens) o uomo d'arme. Il sirventesc è molto di frequente composto nella forma, talvolta anche con rime, di una canzone d'amore che ha acquisito una qualche popolarità, in modo che possa essere suonata con la stessa melodia.
La tenzonen o tenso è un dibattito tra due interlocutori, ognuno dei quali sviluppa a turno una o più stanze, in genere un gruppo di versi che ha la stessa struttura.
Il partimen (in francese jeu parti) è ugualmente un dibattito poetico, ma differisce dalla tenson in quanto l'estensione del dibattito è limitato. Nella prima stanza uno degli interlocutori propone due opzioni; l'altro ne sceglie una di esse e la difende, l'opzione che resta deve essere difesa da colui che le ha proposte. Spesso in un distico finale un giudice o arbitro preposto decide tra le parti in causa. Questo gioco poetico viene menzionato da Guglielmo, conte di Poitiers, alla fine dell'XI secolo. La pastoreta, successivamente pastorela, è di solito un racconto delle avventure amorose di un cavaliere con una pastora. Tutti questi tipi hanno una forma (cinque o più stanze e uno o due invii) capace di variazioni senza fine. L'intento della dansa e della balada (componimenti comprensivi di ritornello) è quello di contrassegnare il tempo nella danza. L'aubade, che ha anche un ritornello, è, come il nome indica, una canzone del risveglio allo spuntar del giorno. Tutta questa tipologia di componimenti sono in stanze. Il descort (di solito riservato a temi amorosi) non è così diviso, e di conseguenza deve essere adattato musica. Il suo nome deriva dal fatto che, essendo le sue parti costituenti non uguali, vi è un certo tipo di discordanza tra esse. Altri tipi di poesia lirica, talvolta senza nessuna innovazione se non nel nome, si sono sviluppati nelle regioni occitane, ma questi componimenti che abbiamo menzionato sono i più importanti.

### Poesia narrativa
Anche se, a rigor di termini, la poesia lirica dei trovatori forma la maggior parte originale della letteratura occitana, non si deve supporre che l'importanza di quella rimanente sia trascurabile. La poesia narrativa, in special modo, riceve in Occitania un grande sviluppo, e, grazie alle recenti scoperte, un corpo considerevole di essa già sta diventando noto. Si devono distinguere innanzitutto diversi tipi: la chanson de geste, leggendaria o apparentemente storica, il romanzo d'avventura e la novella. La Francia resta chiaramente la patria della chanson de geste; ma, benché a sud fattori come le condizioni sociali diverse, un gusto più delicato e uno stato più elevato di civiltà, impedivano alla letteratura occitanica una profusione similare di racconti di guerra e gesta eroiche, essa ne conserva comunque alcuni esempi molto importanti.
Il primo posto spetta a Girart de Roussillon, un poema di diecimila versi, che racconta le battaglie di Carlo Martello con il suo potente vassallo, il burgundo Gerard de Roussillon. È una produzione letteraria di rara perfezione e di interesse eccezionale per la storia della civiltà dell'XI e XII secolo. Girart de Roussillon rientra solo entro certi limiti nella letteratura occitana. La recensione che noi possediamo sembra essere stata fatta ai confini del Limosino e del Poitou; ma chiaramente è niente più che un rimpasto di un poema più antico non più esistente, probabilmente di origine francese o al limite burgunda.
Al Limosino sembra anche appartenere il poema di Aigar e Maurin (fine secolo XII), di cui possediamo sfortunatamente solo un frammento così corto che il soggetto non può essere chiaramente definito. Di minore carattere eroico è il poema di Daurel e Beton (prima metà del XIII secolo), collegato al ciclo carolingio, ma per il carattere romantico dei suoi eventi è più simile a un normale romanzo d'avventura. Non ci possiamo, tuttavia, formare un giudizio completo in merito a esso, dato che il solo manoscritto in cui si è conservato è mancante della parte finale, e per una parte di esso non ci sono mezzi idonei per la comprensione. A metà strada fra la leggenda e la storia potrebbe essere classificato la Canso d'Antioca occitana, un unico frammento di 700 versi - recuperato per intero a Madrid e pubblicato nell'Archives de l'Orient latin, vol. ii. Questo poema, che sembra essere stato composto da un certo Gregoire Bechada, menzionato in una cronaca del XII secolo e scritto nel Limosino (vedi G. Paris, in Romania, xxii. 358), è una delle fonti della compilazione spagnola denominata Gran Conquista de Ultramar. Alla storia appartiene propriamente la Canzone della crociata albigese che, al suo stato attuale, è composta da due poemi uno legato all'altro: il primo, contenente gli eventi dall'inizio della crociata fino al 1213, è il lavoro di un chierico chiamato Guglielmo di Tudela, un sostenitore moderato dei crociati; il secondo, dal 1213 al 1218, è di un veemente oppositore dell'impresa. Il linguaggio e lo stile delle due parti sono meno diversificati rispetto al contenuto (opinioni opposte). Infine, verso il 1280, Guillaume Anelier, un nativo di Tolosa, compone, in forma di chanson de geste, un poema sulla guerra portata in Navarra dai francesi nel 1276 e nel 1277. È un lavoro storico di scarso valore letterario. Tutti questi poemi sono scritti in forma di chansons de geste, vale a dire, in stanze monorime di lunghezza indefinita.
Gerard de Roussillon, Aigar e Maurin e Daurel e Beton sono in versi di dieci, altri in versi di dodici sillabe. La peculiarità della versificazione in Gerard è che la pausa nel verso si verifica dopo la sesta sillaba, e non, come avviene di solito, dopo alla quarta.
Similmente alla chanson de geste, il romanzo di avventura è solo in modo blando rappresentato nel sud, ma bisogna ricordare che molti lavori di questo tipo sono sicuramente andati perduti, come viene reso evidente dal mero fatto che, salvo alcune eccezioni, tutti i poemi narrativi pervenutici ci sono noti per mezzo di un unico manoscritto. Non possediamo nient'altro che tre romanzi provenzali di avventura: 
Jaufri (composto nella metà del XIII secolo e dedicato a un re d'Aragona, possibilmente Giacomo I), Blandin di Cornovaglia e Guillem de La Barra. I primi due sono collegati con il ciclo arturiano: Jaufri è opera ingegnosa ed elegante; Blandin di Cornovaglia il più ottuso e insipido che si possa immaginare. Il romanzo di Guillem de La Barra racconta la strana storia trovata anche nel Decameron (2º giorno, VIII) di Boccaccio . È piuttosto un poema povero; ma dal punto di vista del contributo che può fornire alla storia letteraria ha il vantaggio di essere datato. Viene terminato nel 1318, ed è dedicato a un nobile della Linguadoca chiamato Sicart de Montaut.
Collegato al romanzo d'avventura è la novella (in occitano novas, sempre al plurale), che originariamente era un resoconto di un evento accaduto di recente. La novella deve essere stata in un primo momento nel sud ciò che, come notiamo dal Decamerone, era stata in Italia: un passatempo della società con persone di spirito che a turno raccontavano i relativi aneddoti, veri o immaginari, pensando così verosimilmente di divertire il loro uditorio. Ma molto prima che questo tipo di produzione fosse trattata in versi, la forma adottata era quella dei romanzi di avventura in versi ottonari a rima baciata. Alcune di queste novelle giunte fino a noi potrebbero essere classificate insieme alle più aggraziate opere della letteratura provenzale; due provengono dalla penna dell'autore catalano Raimon Vidal de Besalu. Una, la Castia-gilos (il Castigo dell'uomo geloso), è una trattazione, non facilmente uguagliata per eleganza, del tema rimaneggiato con frequenza della storia del marito che, con lo scopo di intrappolare sua moglie, si camuffa sì da somigliare al suo amante che lei sta aspettando; l'altra, Il giudizio dell'amore, è il racconto di un problema della legge dell'amore, che si allontana notevolmente dai soggetti di solito trattati nelle novelle. Può anche essere fatta menzione della novella Il Pappagallo di Arnaut de Carcassonne, in cui il personaggio principale è un pappagallo di grande eloquenza e capacità, il quale riesce a meraviglia ad assicurare il successo delle imprese amorose del suo padrone.
Le novelle vengono ad essere estese fino alle proporzioni di un lungo romanzo. Flamenca, che appartiene al tipo novella, possiede ancora oltre ottomila versi, sebbene il solo MS che la contiene abbia perduto alcuni fogli sia all'inizio che alla fine. Questo poema, composto con tutta probabilità nel 1234, è la storia di una signora che tramite espedienti molto ingegnosi, non dissimili da quelli impiegati nel Miles gloriosus di Plauto, riesce ad eludere la sorveglianza del suo marito geloso. Nessun'analisi può essere qui data di un'opera il cui intreccio è altamente complicato; è sufficiente osservare che non vi è nessun libro nella letteratura medievale con così tanta acutezza di intelletto e che sia così istruttivo per quanto riguarda le maniere e gli usi della raffinata società del XIII secolo. Sappiamo che le novelle furono molto apprezzate nella Francia meridionale, sebbene gli esempi conservati non siano molto numerosi. Le affermazioni fatte da Francesco da Barberino (nella prima parte del XIV secolo), e portate alla luce, ci forniscono una vaga idea delle molte opere di questo tipo andate perdute. Dalle regioni occitane la novella si diffonde in Catalogna, dove troviamo nel XIV secolo un certo numero di novelle in versi molto simili a quelle provenzali e italiane, dove in genere è stata adottata la forma prosastica.

### Poesia didattica e religiosa
Composizioni pensate per l'istruzione, la correzione e l'edificazione (formazione) erano molto numerose nel sud della Francia come pure altrove e, nonostante le enormi perdite subite dalla letteratura provenzale, di questo filone letterario rimane ancora molto. Ma raramente tali opere hanno avuto molto valore letterario od originalità, naturalmente del tutto assente, dato che lo scopo degli scrittori era principalmente quello di porre gli insegnamenti contenuti nelle opere latine alla portata di lettori o ascoltatori laici. Il valore letterario non era naturalmente immune dalla mancanza di originalità, ma per un caso sfortunato la maggior parte di coloro che cercavano di istruire o edificare, tentando di sostituire le opere morali delle produzioni secolari a favore del popolo, erano, con poche eccezioni, persone di capacità limitata. Sarebbe fuori discussione enumerare qui tutti i trattati didattici, tutte le vite dei santi, tutti i trattati popolari di teologia e morale, tutti i libri di devozione, tutti i cantici religiosi, composti in versi occitani durante il medioevo; tuttavia alcuni di questi poemi possono essere menzionati.
Daude de Prades (inizio XIII secolo), un canonico di Maguelone, e al contempo trovatore, ci ha lasciato un poema, l'Auzels cassadors, una delle migliori fonti per lo studio della falconeria. Raimon d'Avignon, altrimenti sconosciuto, tradusse in versi, pressappoco nell'anno 1200, la Chirurgia (Romania, x. 63 e 496) di Ruggero di Parma. Possiamo anche menzionare un poema sull'astrologia di un certo C. (Guilhem?), e un altro, anonimo, sulla geomanzia, entrambi scritti quasi alla fine del XIII secolo (Romania, xxvi. 825).
Come per le composizioni a carattere morale, dobbiamo ricordare il poema di Boezio (sfortunatamente un unico frammento) già menzionato come uno dei più antichi documenti della lingua e un'opera veramente notevole; una prima traduzione metrica (XII secolo?) del famoso Disticha de moribus di Dionisio Catone (Romania, xxv. 98, and xxix. 445). Più originali sono alcune composizioni a carattere educativo note sotto il nome di ensenhamenz e, per certi versi, confrontabili con gli inglesi nurture-books (lett. "libri di nutrimento", vale a dire di educazione).
I più interessanti sono quelli di Garin le Brun (XII secolo), Arnaut de Mareuil, Arnaut Guilhem de Marsan, Amanieu de Sescas. Il loro obiettivo generale è l'educazione delle donne di rango elevato. Delle vite dei santi in versi possediamo circa una dozzina, tra cui due o tre meritano una particolare attenzione: la Vita di Santa Fede, riscoperto e stampato (Romania, xxxi.), scritta all'inizio del XII secolo; la Vita di Santa Enimia (XIII secolo), di Bertran di Marsiglia, e quella di Sant'Onorato di Lerino di Raimon Feraud (circa 1300), che si distingue per la varietà ed eleganza di versificazione, ma è quasi interamente una traduzione dal latino. Le vite dei santi (Sant'Andrea, San Tommaso Apostolo, San Giovanni Evangelista) formano parte di un poema, rigorosamente didattico, che si distingue per la sua grande estensione (circa trentacinquemila versi) e la concezione alquanto originale del suo schema - il Breviars damor, una vasta enciclopedia, a carattere teologico, composta dal frate francescano Matfre Ermengaut di Bezers tra il 1288 e il 1300 o giù di lì.

### Letteratura drammatica
La letteratura drammatica in lingua occitana è costituita da componimenti poetici che trattano di misteri e miracoli e raramente superano due o tremila versi, non arrivando mai ai livelli dei drammi enormi della Francia settentrionale, la cui rappresentazione richiedeva diversi giorni consecutivi. Le manifestazioni comiche, così abbondanti nella letteratura medievale francese (farces, sotties), non sembrano avere trovato favore al sud. Gli esempi che possediamo del dramma occitano sono pochi al confronto; ma le ricerche negli archivi locali, specialmente nei vecchi libri contabili, hanno portato alla luce un considerevole numero di brani riguardanti la recitazione, a spese pubbliche, di rappresentazioni religiose, chiamate, in documenti latini, historia o moralitas, la maggior parte dei quali sembrano essere irrimediabilmente perduti. Lo sponsus in latino e in occitano, risalente alla metà del secolo XI, si è conservato e potrebbe avere avuto radici non liturgiche, mostrando inoltre originalità sia nella trattazione del tema biblico che nell'accompagnamento musicale, fin da quando veniva suonato nella sua interezza. Come tutte le rappresentazioni teatrali occitane, talvolta solo frammenti, sfuggiti alla distruzione, si sono conservate in circa una dozzina di manoscritti, portati alla luce negli ultimi quaranta o cinquanta anni. Di solito queste rappresentazioni appartengono al XV o al XVI secolo. Nondimeno, alcune sono molto antiche e possono essere ascritte al XIV o anche alla fine del XIII secolo. La prima è il Mistero si Sant'Agnese (curata da Bartsch, 1869), scritta ad Arles. Inoltre, più di recente, ma non più tardi dell'inizio del XIV secolo, vi è una Passione di Cristo (non ancora pubblicata) e un mistero del Matrimonio della Vergine, il quale è in parte adattato da un poema francese del XIII secolo, (vedi Romania xvi. 71). Un manoscritto, scoperto in archivi privati (pubblicato da Alfred Jeanroy e Henri Teulié, 1893), contiene non meno di XVI brevi misteri, tre basati sull'Antico e tredici sul Nuovo Testamento. Essi furono scritti a Rouergue e parzialmente imitati dai misteri francesi.
A Manosque (Alpi dell'Alta Provenza) venne trovato un frammento di un Ludus sancts Jacobi inserito in un registro di strumenti notarili di un certo tipo (pubblicato da C. Arnaud). Nel 1513 i poemi francesi vennero per la prima volta ammessi nelle competizioni, e sotto Luigi XIV (dal 1679) questi soltanto erano ritenuti ammissibili. Tale ingiusta disposizione, tramite cui alcuni dei poeti principali della Francia settentrionale trassero vantaggio, permane fino al 1893, quando la cittadina in modo molto appropriato trasferisce il suo patrocinio a una nuova Escolo moundino, molto presto restituendo il suo sostegno alla più antica istituzione e facendo sì che la poesia occitana venisse di nuovo incoraggiata.

## Dal XVI al XVIII secolo
Nei due secoli che seguirono il glorioso periodo medievale, abbiamo una successione di opere, principalmente a carattere didattico e formativo, che poco o niente avevano a che fare con il regno della vera e propria letteratura, ma che almeno servivano a tenere vivo un certo tipo di tradizione letteraria. Questo deprimente intervallo era mitigato da un certo numero di rappresentazioni di misteri religiosi che, sebbene per noi noiosi, probabilmente davano un'intensa gioia alla gente del tempo, e rappresentavano un genere più popolare; L'ultimo componimento che ci è pervenuto potrebbe essere collocabile tra gli anni 1450-1515. Durante questo periodo, oltre al deterioramento della letteratura, i dialetti presero il posto della lingua letteraria uniformata, impiegata dai trovatori, mentre la lingua parlata favoriva sempre più il francese. Nel 1539 Francesco I, con l'Ordinanza di Villers-Cotterêts, proibiva l'uso dell'occitano nei documenti ufficiali, fatto che di per sé è degno di nota, ma non rappresenta un fattore decisivo nella decadenza della letteratura provenzale.
Al contrario, proprio in questo stesso periodo, vi sono segni di una rinascita. Nel 1565 il guascone, Pey de Garros, traduceva i Salmi nel suo dialetto e due anni più tardi pubblicherà un libro si poesie. L'amore per la sua lingua nativa è genuino e la padronanza che dimostra nel suo utilizzo è considerevole; ne deplora il suo abbandono, incitando gli altri a seguire il suo esempio. Auger Gaillard (1530 circa - 1595) dà meno reputazione alla sua provincia: la popolarità di questi suoi componimenti insignificanti era probabilmente dovuta alla loro oscenità. Più nello spirito di Garros è l'affascinate Salut trilingue composto dal famoso Salluste du Bartas in onore di una visita di Marguerite de Valois a Nérac (1579): tre ninfe discutono sul fatto se sia meglio essere accolti in latino, francese o guascone, e alla fine, naturalmente, ha la meglio quest'ultima opzione.
La Provenza propriamente detta diede i natali a un poeta d'importanza considerevole, Louis Bellaud de la Bellaudire (1532–1588), di Grasse, il quale, dopo aver studiato ad Aix, si arruola nell'armata reale, e viene fatto prigioniero a Moulins nel 1572. Durante la sua prigionia scrive componimenti poetici ispirati dal suo amore incondizionato per la libertà e per la sua patria (Don-Don interno, 1584 o 1585). Ad Aix Bellaud in seguito diventerà una figura centrale di un circolo letterario che comprenderà la maggior parte delle celebrità locali; tutti questi pagano il loro tributo alla memoria dei poeti nell'edizione delle sue opere pubblicate da suo zio, Pierre Paul, egli stesso autore di brani di scarso valore, inclusi nello stesso volume. Anche quando Bellaud è totalmente frivolo, e intento soltanto ai piaceri mondani, la sua opera è interessante per il riflesso che offre della vita allegra e spensierata del tempo.
Uno scrittore molto popolare in Provenza per le frivole produzioni giovanili è stato Claude Brueys (1570–1650), notevole soprattutto per le commedie che si occupano prevalentemente dei mariti ingannati (Jardin deys musos provensalos, non pubblicato fino al 1628). C'è un certo fascino, oltretutto, nelle commedie del discepolo di Claude, Gaspard Zerbin (La Perlo deys niusos et coumedies prouvensalos, 1655); inoltre quei critici che hanno letto le composizioni teatrali di Jean de Cabanes (1653–1712) e di Seguin (di Tarascona, 1640 circa), tutte nel MS., ne parlano molto.
La maggior parte della forma di poesia prevalentemente popolare nel sud della Francia rimane sempre la novella. Non vi sono stati limiti alla sua produzione; ma molto di rado l'autore merita una menzione speciale. Un'eccezione deve essere fatta nel caso di Nicholas Saboly (1614–1675), il quale produsse i migliori componimenti di questo tipo, sia per quanto riguarda la bellezza del linguaggio che per la devozione che emanano. Essi hanno meritatamente mantenuto la loro popolarità fino ad oggi. In Linguadoca quattro poeti sono stati citati come i migliori del periodo: Goudelin, Michel, LeSage e Bonnet.
È certamente così nel caso di Pierre Goudelin (provincia Goudouli, 1579–1649), di Tolosa, il nome più insigne della letteratura occitana tra il periodo dei trovatori e quello di Jasmin. La sua buona educazione classica lascia tracce in tutta la sua poesia, nel suo linguaggio e nella sua maniera sempre ammirevole, anche dove il contenuto manca di profondità. Spesso viene soprannominato il Malherbe del Sud, ma la sua somiglianza additata a questo scrittore resta solo nella forma, mentre la sua poesia, nel complesso, ha molto più linfa. Goudelin si mette alla prova ottenendo successo in quasi ogni genere breve (Lou Ramelet Moundi, 1617, ripubblicato con aggiunte fino al 1678), laddove il lavoro per il quale sarà più ammirato sono le stanze per Enrico IV di Francia, sebbene altri lo preferiranno nei suoi umori più allegri. Godette enorme popolarità (anche in Spagna e Italia), ma mai prostituendo la sua arte alle esigenze economiche. La sua influenza, specialmente, anche se non esclusivamente, nell'area occitana, è stata profonda e duratura. La fama di Jean Michel di Nîmes, resta legata all'Embarras de la foire de Beaucaire, un poema di vigore sbalorditivo, ma carente nel gusto. Daniel Sage, di Montpellier (Las Foulies, 1650), era un uomo di facili costumi, che si riflettono in quasi tutti i suoi lavori: i suoi momenti di genuina ispirazione proveniente da altre cause sono rari. Più meritevole di essere associato a Goudelin è l'avocat Bonnet, autore della migliore tra le rappresentazioni annuali tenutisi all'aperto a Béziers nel giorno dell'Ascensione: un certo numero di queste (datate 1616-1657) vennero successivamente collezionate, ma nessuna può essere paragonata a quella tenutasi all'aperto, Jugement de Paris, di Bonnet.
Un altro poeta molto affascinante è Nicolas Fizes, di Frontignan, la cui vaudeville, l'Opéra de Frontignan (1670), tratta di un tenue intrigo d'amore, mentre una sua poesia idillica sulla fontana di Frontignan mostra un talento poetico autentico. Un certo numero di poeti tolosani, in massima parte laureati all'Accademia, possono essere definiti seguaci di Goudelin, tra i quali merita essere ricordato François Boudet, autore di un'ode, Le Trinfe del Moundi (1678), in cui rende omaggio al suo dialetto nativo.
Il risveglio classico che si può notare in questo periodo è di solito ugualmente attribuito all'influenza di Goudelin. Il suo più insigne rappresentante è Jean de Vales, di Montech, che ha fatto ottime traduzioni di Virgilio e Persio, e scritto una brillante parodia del primo alla maniera di Scarron (Virgile deguisat, 1648; pubblicati solo quattro libri). Ha inoltre composto un idillio pastorale, il quale, sebbene troppo lungo e incline all'oscenità, contiene una descrizione molto tenera. Il più grande dei poeti pastorali fu Frariois de Cortete (1571–1655), di Prades, le cui commedie, Ramounet e Mircimoundo (pubblicate, sfortunatamente con alterazioni, da suo figlio nel 1684), sono scritte con tale vero sentimento e in uno stile così puro che si leggono con vero piacere. È stata redatta una commedia in merito alla sua relazione con Sancho Panza nel palazzo del duca.
È difficile comprendere l'enorme popolarità di Daubasse (1664–1727), di Quercy, appartenente alla classe operaia; venne patrocinato dalla nobilità in cambio di panegirici. La Guascogna produsse due opere tipiche nel XVII secolo: Aders Genthomme gascoun (1610) e Dastross Trinfe de la langue gascoune (1642). La prima raffigura un soldato (regular) guascone vanaglorioso che si distingue in ogni cosa; mentre la seconda è una difesa della lingua guascona, ispirata da un amore sincero per la regione. Gabriel Bedout (Parterre gascoun, 1642) viene in modo particolare citato per i suoi amorous solitari, suscitati dalle sofferenze che sopporta da un'amante crudele. Louis Baron (nato nel 1612) celebra con grande tenerezza il suo villaggio nativo di Pouyloubrin, dove vive pacificamente.
Nel XVIII secolo cresce molto il numero degli autori, ma la maggior parte del buon lavoro prodotto non è allo stesso modo proporzionalmente grande. I sacerdoti sono principalmente responsabili della produzione letteraria in Linguadoca. Claude Peyrot (1709–1795), uno di loro, celebra la sua contea con vero spirito rurale in Printenzps rouergat e Quartre sosous. Ma chi capeggia il gruppo è l'Abbe Favre (1727–1783), il priore di Celleneuve, il cui Sermoun de moussu sistre, pronunciato da un prete ubriaco contro l'intemperanza, è un capolavoro. Scrisse anche un poema eroicomico di successo (Siege de Caderousse) parodia di Omero e Virgilio, una nuova prosa che dipinge le consuetudini della regione del tempo (Histoire de Jean lont pris), e due commedie, che similmente danno un quadro vivace della vita del villaggio che egli conosce così bene.
Due autentici poeti sono i fratelli Rigaud di Montpellier: Augustes (1760–1835) che dà la descrizione di una vendemmia meritatamente famosa; e Cyrille (1750-182~) che produce un'altrettanto componimento delizioso, Amours de Mounpei. Pierre Hellies di Tolosa (morto nel 1724), un poeta del popolo, la cui vita depravata trova eco nei suoi lavori, ha un certo rude fascino, che a volte ricorda vagamente Villon. Nella provincia Toussaint Gros (1698–1748), di Lione, mantiene un incontestato dominio. Il suo stile e il suo linguaggio sono ammirevoli, ma spesso sfortunatamente spreca ampiamente le sue doti producendo pezzi banali d'occasione. La commedia di Coyes (1711-17~7), la Franc pare, è brillante e anche popolare, mentre la descrizione di Germain in merito a una visita fatta dagli antichi dei a Marsiglia (La Bourrido del Dious, 1760) ha un notevole senso umoristico. In Guascogna il più grande poeta è Cyrien Despourrins (1698–1755), i cui idilli pastorali e canzoni funeree, che egli stesso adatta per la musica, sono imbevute di fascino e tenerezza (la maggior parte delle quali venne raccolta a Pau, nel 1828).
La rivoluzione francese produsse una grande corpo di letteratura, ma niente che desta un interesse duraturo. Tuttavia, essa diede un impulso al pensiero nella regione occitana, così come altrove; e qui, come altrove, fa sviluppare uno spirito di indipendenza tutto a favore di una rinascita letteraria. Gli studiosi dello stampo di Raynouard (1761–1863), di Aix, si occupano delle brillanti tradizioni letterarie del medioevo; saltano fuori giornali (il provenzale Bouil-Abaisso, iniziato da Désanat, e il bilingue Lou Tambourin et le ménestrel, curato da Bellot, entrambi nel 1842); i poeti si riuniscono insieme raccogliendo le loro composizioni in un volume (così, il nono troubaire Lou Bouquet prouvençaou venne pubblicato nel 1823).

## Félibrige

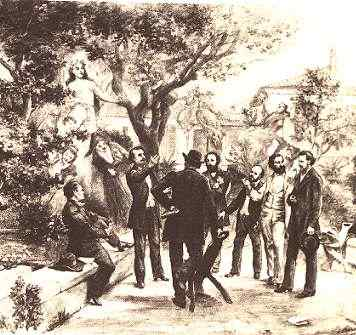
Incontro dei Félibres nel 1854

Molto è stato scritto in merito ai precursori del Félibrige, e i critici sono in disaccordo riguardo agli scrittori che maggiormente meritano tale denominazione. Non sbagliamo di certo, se includiamo nella lista Hyacinthe Morel (1756–1829), di Avignone, la cui raccolta di poesie, Lou Saboulet, è stata ripubblicata da Frédéric Mistral; Louis Aubanel (178~-1842), di Nîmes, il traduttore di successo delle Odi di Anacreonte; Auguste Tandon, il trovatore di Montpellier, che ha scritto Fables, contes et autres pièces en vers (1800); Fabre d'Olivet, il versatile letterato che nel 1803 pubblica Le Troubadour: Poésies occitaniques che, onde assicurare loro il successo, le fa passare come un'opera di un tale poeta medievale Diou-loufet (1771–1840), il quale scrive un poema didattico, alla maniera di Virgilio, raccontando della sericoltura (Leis magnans); Jacques Azais (1778–1856), autore di satire, fiabe, ecc.; d'Astros (1780–1863), uno scrittore di fiabe alla maniera di La Fontaine; Castil-Blaze, il quale trova il tempo, tra le sue occupazioni musicali, per comporre poesie in provenzale, pensate con accompagnamento musicale; il Marquis de Fare-Alais (1791–1846), autore di alcuni piacevoli racconti satirici (Las Castagnados).
Mentre questi scrittori erano più o meno tutti accademici e si rivolgevano a poche persone colte, quattro poeti del popolo si indirizzavano a un pubblico molto più ampio: Verdi (1779–1820), di Bordeaux, che scrive componimenti comici e satirici; Jean Reboul (1796–1864), il fornaio di Nîmes, il quale mai superò il suo primo lavoro, L'Ange à l'enfant (1828); Victor Gélu (1806-1885), spietato e brutale, ma innegabilmente potente nel suo genere (Fenian ci Grouman; dix chansons provençales, 1840); e, il più grande di tutti loro, il vero riconosciuto antesignano dei felibres, Jacques Jasmin, i cui componimenti poetici, sia lirici che narrativi, continueranno a ottenere risultati letterari e a trovare il favore sia degli uomini della cultura più elevata che dei "popolani" per i quali soprattutto erano stati pensati.
Mentre molta di questa letteratura era ancora in fase di sviluppo, un evento ebbe luogo, destinato ad eclissare in importanza ogni cosa precedente. Nel 1845 Joseph Roumanille di Saint-Rémy (Bouches-du-Rhône), diventa maestro in una piccola scuola di Avignone, frequentata da Frédéric Mistral, nativo dello stesso distretto, allora quindicenne. Il primo, sentendo in sé germi della poesia, aveva scritto alcuni componimenti in francese; ma, constatando il fatto che la sua anziana madre non aveva potuto comprenderli, ne rimane fortemente angustiato. Una delle sue principali celebri pubblicazioni attira l'attenzione di Lamartine e Alphonse Dumas per il Mireio di Mistral. Roumanille e Mistral mostrano la loro gratitudine ripubblicando i componimenti migliori di questi due precursori, insieme a quelli di Castil-Blaze e altri, in Un Liame de Rasin (1865) determinati d'ora in poi di scrivere soltanto nel loro dialetto nativo. Questi componimenti poetici rivelano un nuovo mondo al giovane Mistral, spronandolo a risolvere quello che divenne il solo scopo della sua vita
Senza dubbio quella di Mistral è la personalità più poderosa e la sua opera più bella svetta sopra quella dei suoi colleghi; ma nello studio della rinascita provenzale, non vanno trascurate le grandi dichiarazioni di Roumanille, portate avanti con più tenacia rispetto a tutti gli altri da Mistral stesso (nella prefazione al suo Isclos doro). La poesia secolare di Roumanille non può non fare appello ad ogni amante della poesia pura e sincera (Li Mar gariiedo, 1836–1847; Li Sounjarello, 1852; Li Flour de Sauvi, 1850, 1859, ecc.), le sue novelle sono seconde solo a quelle di Saboly, i suoi lavori in prosa (come Lou mege de Cucugnan, 1863) scintillanti di delizioso umorismo. Nel 1852 raccolse e pubblicò Li Prouvençalo, un'antologia in cui vengono presentati tutti i nomi non ancora famosi e la maggior parte di quelli che lo erano già (come Jasmin). Nel 1853 è membro dell'entusiastico circolo che si era raccolto intorno a J.B. Gaut ad Aix, e la cui produzione letteraria è contenuta nel Roumavagi dci Troubaire e sulla rivista di breve durata Lou gay saber (1854).
Allo stesso tempo è stato fatto da lui il primo tentativo di regolamentazione dell'ortografia del provenzale (nell'introduzione al suo dramma, La Part dou bon Dieu, 1853). Nel 1854 è uno dei sette poeti che, il 21 maggio, si riuniscono al castello di Fontsgugne, nei pressi di Avignone, laddove fondano il Félibrige. L'etimologia di questa parola ha fatto sorgere molte congetture: l'unica cosa certa riguardo alla parola è il fatto che Mistral si imbatte in essa in un antico componimento poetico provenzale, il quale racconta di come la Vergine incontri Gesù nel Tempio, tra i sette félibres della legge. I contorni della costituzione, come alla fine stabiliti nel 1876, sono i seguenti:
La regione del Félibrige è divisa in quattro mantenenço (Provenza, Linguadoca, Aquitania e Catalogna 2). A capo di tutti vi è un consistori di cinquanta (chiamato majourau), presieduto dal Capoulié, ovvero il capo dell'intero Félibrige. Il capo di ogni mantenenço è chiamato sendi (il quale è allo stesso tempo un majourau); e a capo di ogni scuola (come le suddivisioni della mantenenço sono chiamate) vi è un cabiscòu. I membri ordinari, illimitati nel numero, sono mantenire. Vengono inoltre organizzati incontri annuali e fetes.
La pubblicazione più ampiamente letta del Félibrige è l'Armana prouvençau, da allora apparsa annualmente, mantenendo per tutto il tempo il suo obiettivo e prospettiva originari; e sebbene senza pretese nella forma, essa contiene molto del migliore lavoro della scuola. Gli altri sei félibres erano Mistral, Théodore Aubanel, Anselme Mathieu (un compagno di scuola di Mistral ad Avignone), E. Garcin, Alphonse Tavan e Paul Giéra (proprietario del castello). Tra questi, solo Théodore Aubanel si è dimostrato meritevole di stare a fianco di Mistral e Roumanille.
Zani, il suo amore giovanile e passionale, prese il velo; questo evento proietta un'ombra sulla sua intera vita determinando il carattere di tutta la sua poesia (La miougrano entre-duberto, 1860; Li Fiho d'Avignoun, 1883). La sua natura e il suo temperamento sono, senza dubbio, quelli più profondi tra i félibres, e i suoi testi i più acuti. Ha uno spiccato senso della bellezza fisica della donna e la sua poesia è colma di passione repressa, ma non affonda mai nella sensualità. Il suo più poderoso dramma d'amore, Lou pau dou peccat, venne accolto con entusiasmo a Montpellier nel 1878 e prodotto con successo (alcuni anni più tardi nella versione di Arnes) da Antoine nel suo gretto criterio di Thetre Libreno. È il solo dramma di una certa rilevanza che la scuola abbia finora prodotto. Diamo non più di uno sguardo al lavoro del quarto gruppo di poeti che da soli, tra numerosi scrittori di testi altre opere, hanno raggiunto un alto livello di perfezione.
Una delle caratteristiche più piacevoli del movimento è lo spirito di fraternità mantenuto dai félibres con i poeti e letterati della Francia settentrionale, Catalogna, Italia, Romania, Germania e altre nazioni. In comune con così tante altre produzioni del Félibrige, questo Almanac viene pubblicato dalla casa editrice di J. Roumanille, Libraire-Editeur, Avignone.
Felix Gras nella sua gioventù si stabilisce ad Avignone. Il suo poema epico, Li Carbouni (1876) è pieno di passione primordiale e abbonda di pregevoli descrizioni del paesaggio, ma è carente di proporzione. Le gesta eroiche di Toloza (1882), dove l'invasione di Simon de Montfort del sud viene raffigurata con vigore e intensità illimitata, mostra un grande progresso dell'arte. Li Rouinancero provençal (1887) è una raccolta di poesie imbevute di tradizioni provenzali e in Li Papalino (1891) abbiamo alcuni affascinanti racconti in prosa che ridanno di nuovo vita all'Avignone dei papi. Infine, il poeta ci fornisce tre racconti che si incentrano sul periodo della Rivoluzione (Li Rouge dóu miejour, ecc.); Il loro realismo e bravura letteraria suscita generale ammirazione.

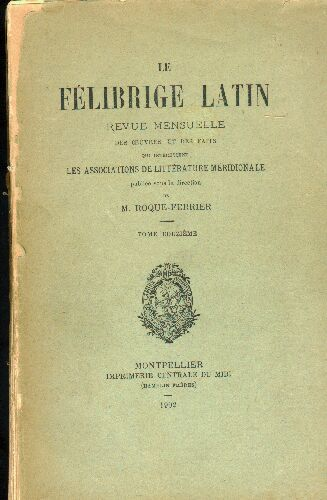
Félibrige Latin

Poche righe dovrebbero bastare per tracciare alcuni degli aspetti generali del movimento. Va da sé che non tutto è in perfetta armonia ma, nel complesso, le differenze sono tali solo nei dettagli, non nel principio. Mentre Mistral e molti dei migliori félibres impiegano il dialetto delle Bouches-du-Rhône, altri, "separatisti", come quelli del Félibrige Latin (guidato da Roque-Ferrier), preferiscono usare il dialetto di Montpellier, per la sua posizione centrale. Una terza classe favorisce il dialetto del Limosino, poiché è stato il veicolo letterario dei trovatori; ma questa loro rivendicazione è la più esigua, dato che i félibres non sono in nessun senso della parola i diretti discendenti dei trovatori. Quasi tutti i principali esponenti del Félibrige sono legittimisti e cattolici, e la loro fede è la semplice fede del popolo, non disturbata da dubbi filosofici.
Ci sono eccezioni, tuttavia, primo fra tutti il protestante Gras, la cui Toloza riflette chiaramente la sua simpatia per gli albigesi. Ma la sua scelta non è di ostacolo, come Capoulia dimostra, se ce ne fosse bisogno, dato che il merito letterario supera ogni altra considerazione riguardo a questo corpo artistico di uomini. Infine, va notato che i félibres sono spesso stati accusati di mancanza di patriottismo verso la Francia settentrionale, di programmare la decentralizzazione e altre eresie; ma nessuna di queste accuse regge bene. Lo spirito del movimento, rappresentato dai suoi leader, non è mai stato espresso con migliore concisione, forza e verità se non nei tre versi di Felix Gras a capo del suo Carbouni:

## Fine del XX e inizio del XXI secolo
Nonostante duecento anni di repressione dei successivi governi centralisti francesi e la proibizione ufficiale della lingua a scuola, nell'amministrazione e nei media, l'occitano e l'Occitania non hanno mai cessato di ispirare poeti e autori. Attualmente, l'articolo II della costituzione francese nega l'esistenza e la legittimità delle lingue elaborate e culturalmente ricche tra le quali il catalano, il bretone, il basco e l'occitano. E sebbene l'uso di quest'ultimo sia stato enormemente influenzato da ciò che è conosciuto come la Vergonha — che rappresenta una repressione fisica, legale, artistica e morale della lingua in tutti i settori della società con l'obiettivo di far provare vergogna ai bambini nei confronti della lingua dei loro genitori a vantaggio del francese, — ogni regione della "nazione" d'Òc ha comunque dato i natali a geni della letteratura: Joan Bodon nella Guyenne, Marcela Delpastre nel Limosino, Robèrt Lafont in Provenza, Bernat Manciet in Guascogna e Max Roqueta nella Linguadoca.
Tutti i generi della letteratura moderna internazionale sono presenti nella lingua occitana, in particolar modo a cominciare dalla seconda metà del XX secolo, sebbene una letteratura occitanica d'avanguardia già esistesse dal tardo XIX secolo.